# Anders Dreyer
Anders Laustrup Dreyer (Bramming, 2 maggio 1998) è un calciatore danese, attaccante del San Diego e della nazionale danese.

## Caratteristiche tecniche
È un centravanti.

## Carriera

### Club
Il 3 novembre 2020 realizza il primo gol storico del Midtjylland nella UEFA Champions League nel match perso per 2-1 contro l'Ajax.
Il 28 agosto 2021 firma un contratto quinquennale con il Rubin.
Il 22 giugno 2025 si trasferisce al San Diego.

### Nazionale
Ha partecipato agli Europei Under-21 del 2021.
Il 12 novembre 2021 esordisce in nazionale maggiore nel successo per 3-1 contro le Fær Øer.
Il 10 giugno 2025 invece realizza la sua prima rete per i danesi nel successo per 5-0 in amichevole contro la Lituania.

## Statistiche

### Presenze e reti nei club
Statistiche aggiornate al 23 luglio 2025.
| Stagione           | Squadra            | Campionato         | Campionato | Campionato | Coppe nazionali | Coppe nazionali | Coppe nazionali | Coppe continentali | Coppe continentali | Coppe continentali | Altre coppe | Altre coppe | Altre coppe | Totale | Totale | Totale |
| Stagione           | Squadra            | Comp               | Pres       | Reti       | Comp            | Pres            | Reti            | Comp               | Pres               | Reti               | Comp        | Pres        | Reti        | Pres   | Reti   |        |
| ------------------ | ------------------ | ------------------ | ---------- | ---------- | --------------- | --------------- | --------------- | ------------------ | ------------------ | ------------------ | ----------- | ----------- | ----------- | ------ | ------ | ------ |
| 2016-2017          | Esbjerg            | SL                 | 6+4        | 1+0        | CD              | 0               | 0               |                    | -                  | -                  |             | -           | -           | 10     | 1      |        |
| 2017-2018          | Esbjerg            | 1.D                | 31+2       | 18+3       | CD              | 1               | 0               |                    | -                  | -                  |             | -           | -           | 34     | 21     |        |
| lug.-ago. 2018     | Esbjerg            | SL                 | 4          | 1          | CD              | 0               | 0               |                    | -                  | -                  |             | -           | -           | 4      | 1      |        |
| Totale Esbjerg     | Totale Esbjerg     | Totale Esbjerg     | 42+6       | 20+3       |                 | 1               | 0               |                    | -                  | -                  |             | -           | -           | 49     | 23     |        |
| 2018-gen. 2019     | Brighton           | PL                 | 0          | 0          | FACup+CdL       | 0               | 0               |                    | -                  | -                  |             | -           | -           | 0      | 0      |        |
| gen.-giu. 2019     | St. Mirren         | SP                 | 10         | 1          | CS              | 1               | 0               |                    | -                  | -                  |             | -           | -           | 11     | 1      |        |
| 2019-gen. 2020     | Heerenveen         | E                  | 11         | 1          | CO              | 2               | 0               |                    | -                  | -                  |             | -           | -           | 13     | 1      |        |
| gen.-giu. 2020     | Midtjylland        | SL                 | 16         | 4          |                 | -               | -               |                    | -                  | -                  |             | -           | -           | 16     | 4      |        |
| 2020-2021          | Midtjylland        | SL                 | 31         | 8          | CD              | 4               | 0               | UCL                | 10                 | 3                  |             | -           | -           | 45     | 11     |        |
| lug.-ago. 2021     | Midtjylland        | SL                 | 6          | 3          | CD              | 0               | 0               | UCL                | 3                  | 0                  |             | -           | -           | 9      | 3      |        |
| 2021-mar. 2022     | Rubin              | PL                 | 14         | 8          | CR              | 0               | 0               |                    | -                  | -                  |             | -           | -           | 14     | 8      |        |
| mar.-giu. 2022     | Midtjylland        | SL                 | 10         | 5          | CD              | 3               | 2               |                    | -                  | -                  |             | -           | -           | 13     | 7      |        |
| 2022-gen. 2023     | Midtjylland        | SL                 | 16         | 8          | CD              | 1               | 0               | UCL+UEL            | 4+6                | 0+2                |             | -           | -           | 27     | 10     |        |
| Totale Midtjylland | Totale Midtjylland | Totale Midtjylland | 79         | 28         |                 | 8               | 2               |                    | 23                 | 5                  |             | -           | -           | 110    | 35     |        |
| gen.-giu. 2023     | Anderlecht         | D1                 | 14         | 4          |                 | -               | -               | UECL               | 6                  | 1                  |             | -           | -           | 20     | 5      |        |
| 2023-2024          | Anderlecht         | D1                 | 37         | 19         | CB              | 2               | 2               |                    | -                  | -                  |             | -           | -           | 39     | 21     |        |
| 2024-gen. 2025     | Anderlecht         | D1                 | 18         | 3          | CB              | 3               | 1               | UEL                | 7                  | 1                  |             | -           | -           | 28     | 5      |        |
| Totale Anderlecht  | Totale Anderlecht  | Totale Anderlecht  | 69         | 26         |                 | 5               | 3               |                    | 13                 | 2                  |             | -           | -           | 87     | 31     |        |
| 2025               | San Diego          | MLS                | 24         | 11         | USOC            | 0               | 0               |                    | -                  | -                  |             | -           | -           | 24     | 11     |        |
| Totale carriera    | Totale carriera    | Totale carriera    | 255        | 98         |                 | 17              | 5               |                    | 36                 | 7                  |             | -           | -           | 308    | 110    |        |

### Cronologia presenze e reti in nazionale
| Cronologia completa delle presenze e delle reti in nazionale ― Danimarca | Cronologia completa delle presenze e delle reti in nazionale ― Danimarca | Cronologia completa delle presenze e delle reti in nazionale ― Danimarca | Cronologia completa delle presenze e delle reti in nazionale ― Danimarca | Cronologia completa delle presenze e delle reti in nazionale ― Danimarca | Cronologia completa delle presenze e delle reti in nazionale ― Danimarca | Cronologia completa delle presenze e delle reti in nazionale ― Danimarca | Cronologia completa delle presenze e delle reti in nazionale ― Danimarca |
| Data                                                                     | Città                                                                    | In casa                                                                  | Risultato                                                                | Ospiti                                                                   | Competizione                                                             | Reti                                                                     | Note                                                                     |
| ------------------------------------------------------------------------ | ------------------------------------------------------------------------ | ------------------------------------------------------------------------ | ------------------------------------------------------------------------ | ------------------------------------------------------------------------ | ------------------------------------------------------------------------ | ------------------------------------------------------------------------ | ------------------------------------------------------------------------ |
| 12-11-2021                                                               | Copenaghen                                                               | Danimarca                                                                | 3 – 1                                                                    | Fær Øer                                                                  | Qual. Mondiali 2022                                                      | -                                                                        | 67’                                                                      |
| 15-11-2021                                                               | Glasgow                                                                  | Scozia                                                                   | 2 – 0                                                                    | Danimarca                                                                | Qual. Mondiali 2022                                                      | -                                                                        | 81’                                                                      |
| 26-3-2024                                                                | Brøndbyvester                                                            | Danimarca                                                                | 2 – 0                                                                    | Fær Øer                                                                  | Amichevole                                                               | -                                                                        | 59’                                                                      |
| 7-6-2025                                                                 | Copenaghen                                                               | Danimarca                                                                | 2 – 1                                                                    | Irlanda del Nord                                                         | Amichevole                                                               | -                                                                        | 89’                                                                      |
| 10-6-2025                                                                | Odense                                                                   | Danimarca                                                                | 5 – 0                                                                    | Lituania                                                                 | Amichevole                                                               | 1                                                                        | 78’                                                                      |
| Totale                                                                   |                                                                          | Presenze                                                                 | 5                                                                        |                                                                          | Reti                                                                     | 1                                                                        |                                                                          |

## Palmarès

### Club

#### Competizioni nazionali
- Campionato danese: 1

Midtjylland: 2019-2020
- Coppa di Danimarca: 1

Midtjylland: 2021-2022